# Sextus Iulius Caesar (Konsul 157 v. Chr.)
Sextus Iulius Caesar war ein Politiker der römischen Republik und Konsul im Jahr 157 v. Chr.
Der Sohn eines Sextus und Enkel eines Lucius entstammte der patrizischen gens Iulia. Zuerst erwähnt wird er 181 v. Chr. als Militärtribun unter Lucius Aemilius Paullus im Krieg Roms gegen die Ligurer. Seine gesicherte Wirksamkeit begann 170 v. Chr., als er, vielleicht als Quästor, mit dem Prätor Gaius Sempronius Blaesus in den Osten zog, um den widerrechtlich in die Sklaverei verschleppten Abderiten Gerechtigkeit zu verschaffen.
165 war er mit Gnaeus Cornelius Dolabella kurulischer Ädil, 159 trat er als Zeuge des Senatsconsults über Tibur auf. Er muss damals schon die Prätur bekleidet haben, denn für 157 v. Chr. wurde er als erster seines Zweiges der patrizischen Julier, zusammen mit Lucius Aurelius Orestes, zum Konsul gewählt. 147 führt er eine römische Gesandtschaft in die Peloponnes.